# Fizyczne właściwości gleb
Fizyczne właściwości gleb – cechy, procesy i reakcje składników gleby powiązane ze zjawiskami fizycznymi. Cechy te można wyróżnić za pomocą zmysłów, zmierzyć, wyrazić pojęciami fizycznymi, opisać odpowiednimi równaniami i przedstawić jako określoną wartość w obrębie umówionej skali.
Większość fizycznych właściwości gleb, pod wpływem warunków środowiska, jest zmienna w czasie. Jedynie niektóre z nich, jak np. uziarnienie i gęstość, wykazują względną stabilność w długim czasie. Od właściwości fizycznych zależy tempo i przebieg różnych procesów fizykochemicznych i biologicznych w glebie, a także warunki bioekologiczne siedliska i dostarczanie roślinom wody, powietrza i ciepła.
Właściwości fizyczne gleby dzielą się na właściwości podstawowe (pierwotne), które wynikają bezpośrednio z jakości substratu glebowego i jego stosunku do zajmowanej objętości, oraz właściwości funkcjonalne (wtórne), będące funkcją właściwości podstawowych (będące od nich zależne).

## Gleba jako układ trójfazowy
Gleba jest porowatym układem trójfazowym, tzn. składającym się z trzech faz: stałej, ciekłej i gazowej. 
- Faza stała składa się z cząstek mineralnych, organiczno-mineralnych i organicznych w różnym stopniu rozdrobnienia;
- Faza ciekła jest to roztwór glebowy (woda glebowa), czyli woda wraz z rozpuszczonymi w niej związkami mineralnymi i organicznymi;
- Faza gazowa jest to powietrze glebowe, czyli mieszanina gazów i pary wodnej.

Zatem na całkowitą objętość gleby (V) składa się objętość fazy stałej (Vs) oraz objętość porów, czyli wolnych przestrzeni pomiędzy fazą stałą (Vp). Pory glebowe są zajęte przez roztwór glebowy (Vw) lub przez powietrze glebowe (Va), przy czym zachodzi między nimi ścisła współzależność: im większa objętość porów jest wypełniona wodą glebową, tym mniej się znajduje w nich powietrza glebowego i odwrotnie.
{\displaystyle V=V_{s}+V_{p}}
{\displaystyle V_{p}=V_{w}+V_{a}}

## Podstawowe właściwości fizyczne gleb
Do właściwości pierwotnych gleb zalicza się: 
- skład granulometryczny (uziarnienie) – opisuje stan rozdrobnienia cząstek mineralnych w glebie; wyraża się on poprzez procentowy udział poszczególnych frakcji granulometrycznych, czyli cząstek mineralnych o określonej wielkości, w masie glebowej[2],
- powierzchnię właściwą – jest to sumaryczna powierzchnia cząstek mineralnych i organicznych przypadająca na jednostkę masy[4],
- gęstość fazy stałej (gęstość właściwa) – jest to stosunek masy fazy stałej gleby do jej objętości[4],
- wilgotność – jest to zawartość wody w glebie w stosunku do masy fazy stałej lub objętości[4],
- porowatość – jest to całość wszystkich wolnych przestworów w określonej objętości gleby, które mogą być zajęte przez wodę lub powietrze[4],
- plastyczność – zdolność do formowania gleby w różne kształty w stanie wilgotnym[3],
- lepkość (przyczepność) – jest to zdolność gleby do przylegania do stykających się z nią przedmiotów[3],
- zwięzłość – jest to opór gleby, który stawia przy próbach jej rozklinowania lub rozcięcia[4],
- pęcznienie i kurczliwość – są to zmiany objętości masy glebowej wywołane zmianami wilgotności gleby[4],
- strukturę – jest to rodzaj i sposób w jaki elementarne cząstki gleby łączą się ze sobą tworząc agregaty glebowe[4],
- gęstość objętościową – jest to stosunek masy fazy stałej gleby do objętości, jaką zajmuje gleba w stanie naturalnym[3],
- pulchność – odwrotność zwięzłości[3].

## Funkcjonalne właściwości fizyczne gleb
Właściwości wtórne dzielą się na: 
- wodne (potencjał wody glebowej, pojemność wodna, ruch wody, zapas wody, bilans wodny),
- powietrzne (skład powietrza glebowego, wymiana gazowa między glebą i atmosferą),
- cieplne (ciepło właściwe gleby, przewodność cieplna, bilans cieplny)[1].